# Мордовсько-Козловське сільське поселення
Мордо́всько-Козло́вське сільське поселення (рос. Мордовско-Козловское сельское поселение) — муніципальне утворення у складі Атюр'євського району Мордовії, Росія. Адміністративний центр — село Мордовська Козловка.

## Населення
Населення — 374 особи (2019, 620 у 2010, 732 у 2002).

## Склад
До складу поселення входять такі населені пункти:
| Населений пункт           | Населення, осіб (2002) | Населення, осіб (2010) |
| ------------------------- | ---------------------- | ---------------------- |
| Барашево, присілок        | 149                    | 132                    |
| Липовка, присілок         | 59                     | 20                     |
| Мордовська Козловка, село | 313                    | 256                    |
| Потьма, присілок          | 131                    | 142                    |
| Сосновка, село            | 80                     | 70                     |